# Macrocneme viridis
Macrocneme viridis är en fjärilsart som beskrevs av Druce 1883. Macrocneme viridis ingår i släktet Macrocneme och familjen björnspinnare. Inga underarter finns listade i Catalogue of Life.